# Holland

Wappen der früheren Grafschaft Holland

Die Provinzen Noord-Holland und Zuid-Holland (in Orange) im Staatsgebiet der Niederlande

Holland ist ein Teil der Niederlande. Man kann den Ausdruck auf die beiden (von zwölf) Provinzen Noord-Holland und Zuid-Holland beziehen, oder aber auf ein größeres Gebiet, das mehr der historischen Grafschaft Holland entspricht. Außerdem verwenden viele Menschen, insbesondere außerhalb der Niederlande, Holland  als Synekdoche (oder Pars pro toto) für die gesamten Niederlande.
Im Westen wird das Gebiet von der Nordsee, im Osten durch das IJsselmeer und die Provinzen Utrecht und Gelderland sowie im Süden von den Provinzen Noord-Brabant und Zeeland begrenzt. Holland, das lange als Grafschaft Holland auch eine politische Einheit war, ist seit 1840 auf die Provinzen Noord-Holland und Zuid-Holland verteilt. Die nördliche Grenze liegt bei Den Helder und der Insel Texel, die südliche im Delta von Rhein, Maas und Schelde. In Holland liegen unter anderem die Großstädte Den Haag, Rotterdam und Amsterdam, die Teil des Ballungsraumes Randstad sind. Im Westen, an der Nordsee, befinden sich entlang der Küste überwiegend Dünen, landeinwärts sind flache Polder vorzufinden. Der Großteil Hollands liegt unterhalb des Meeresspiegels.
Der Name Holland wurde erstmals 866 als Holtland („Holzland“ oder „Waldland“) für die Gegend um Haarlem erwähnt. In vielen Sprachen sagt man, zumindest umgangssprachlich, „Holland“ anstatt des korrekten Staatsnamens Niederlande (pars pro toto). Das liegt an der großen Bedeutung Hollands in den unabhängigen Niederlanden, die in der Mitte des 16. Jahrhunderts entstanden sind.
Vor der Teilung Hollands in zwei Provinzen lebten etwa 29 Prozent der Niederländer in Holland. Heutzutage leben in Nord-Holland und Süd-Holland zusammen etwa 6,2 Millionen Menschen bei einer Gesamtbevölkerungszahl von ca. 17 Millionen (etwa 36 Prozent). Die städtischen Gebiete der beiden Provinzen sowie der Provinz Utrecht und die Stadt Almere (Flevoland) nennt man zusammen die Randstad.
Niederländer nennen ihr eigenes Land durchgehend Nederland; allenfalls in fremden Sprachen weichen sie auf das bekanntere Holland aus oder zum Anfeuern der Nationalmannschaft. Im Niederländischen verweist man nicht so sehr auf Holland, sondern auf die Randstad oder eventuell den Westen des Landes. Hollands (Sprache) oder Hollanders (Bewohner) wird durchaus von den Bewohnern der übrigen Landesteile verwendet, um sich vom Westen abzugrenzen. Das gilt besonders für Friesen und Limburger. Holland oder das Eigenschaftswort Hollands kann sich ferner auf etwas beziehen, das man als urtümlich und traditionell empfindet; dann kann es auch zur Abgrenzung gegenüber Einwanderergruppen verwendet werden.
Im Jahr 2020 hat die niederländische Regierung in Absprache mit der Tourismus-Branche entschieden, dass man Holland nicht mehr als Synonym für die Niederlande verwenden will. Bis dahin hatte zum Beispiel das staatliche niederländische Amt für Tourismus noch selbst stets Holland verwendet.

## Geschichte
Das Gebiet war für einige Jahre unter Augustus als Germania magna Bestandteil des Römischen Reiches. Nach Jahrhunderten der Unabhängigkeit der Friesen wurde es dann Teil des Frankenreiches und des nachfolgenden Heiligen Römischen Reiches. 1384 kam es unter französischen Einfluss (Burgundische Niederlande). 1430 kam die Grafschaft Holland durch Erbschaft endgültig an das Haus Valois-Burgund und nach dem Tod des letzten Burgunderherzogs Karls des Kühnen 1477 an das Haus Habsburg, später an die spanische Linie der Habsburger (Spanische Niederlande).
In der deutschen Umgangssprache wird der Begriff „Holland“ oft pars pro toto für die „Niederlande“ verwendet. Dieser Sprachgebrauch setzte mit Beginn des 17. Jahrhunderts ein, als die Grafschaft Holland zur einflussreichsten und handelsmächtigen Provinz der Republik der Vereinigten Niederlande aufstieg.
Hiermit trat eine Veränderung im internationalen Sprachgebrauch ein, denn bis Ende des 16. Jahrhunderts war das Land bei Handelspartnern im Ausland mehr unter der Bezeichnung „Flandern“ bekannt. Die Provinzen Flandern und Brabant waren dem Ausland eher ein Begriff, da sie bis zum ausgehenden 16. Jahrhundert die aktivsten der siebzehn Provinzen im internationalen Handel waren.
Ab 1581 war die Grafschaft Holland führende Provinz der Vereinigten Niederlande. Ab 1795 waren die Provinzen nur noch Verwaltungseinheiten der zentralistischen Batavischen Republik. Zeitweise erhielten sie auch andere Namen. Während der napoleonischen Zeit gab es das Königreich Holland (1806–1810), das fast die ganzen heutigen Niederlande umfasste. Um die Dominanz Hollands zu verringern, welches der kulturelle, politische und gesellschaftliche Hauptteil des Landes war, wurde es 1840 in die heutigen beiden Provinzen Noord-Holland und Zuid-Holland geteilt.

Burgundische Niederlande um 1477
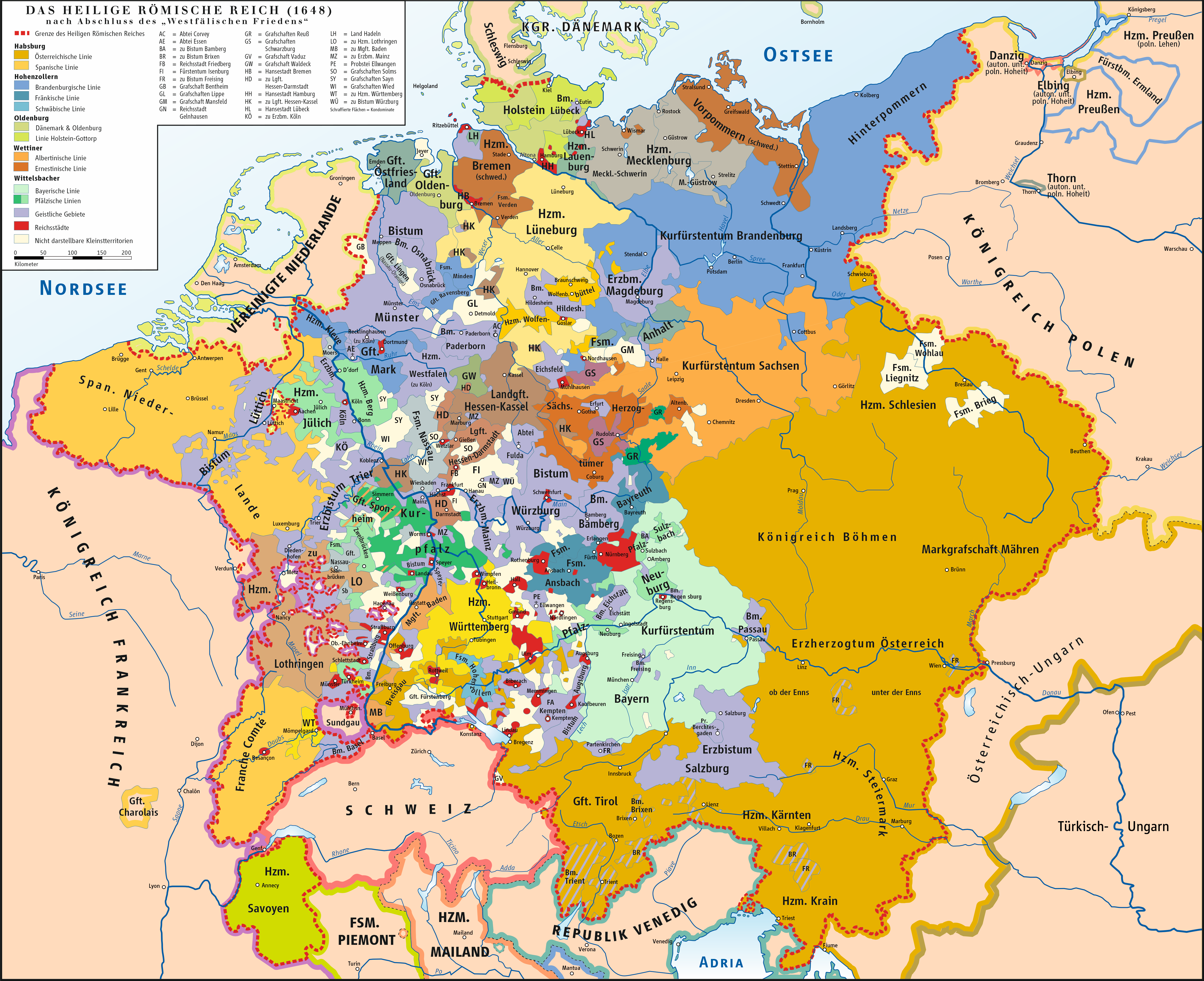
Vereinigte Niederlande, ab 1648 unabhängig vom Heiligen Römischen Reich
Die Sieben Vereinigten Provinzen
Königreich Holland 1806–1810
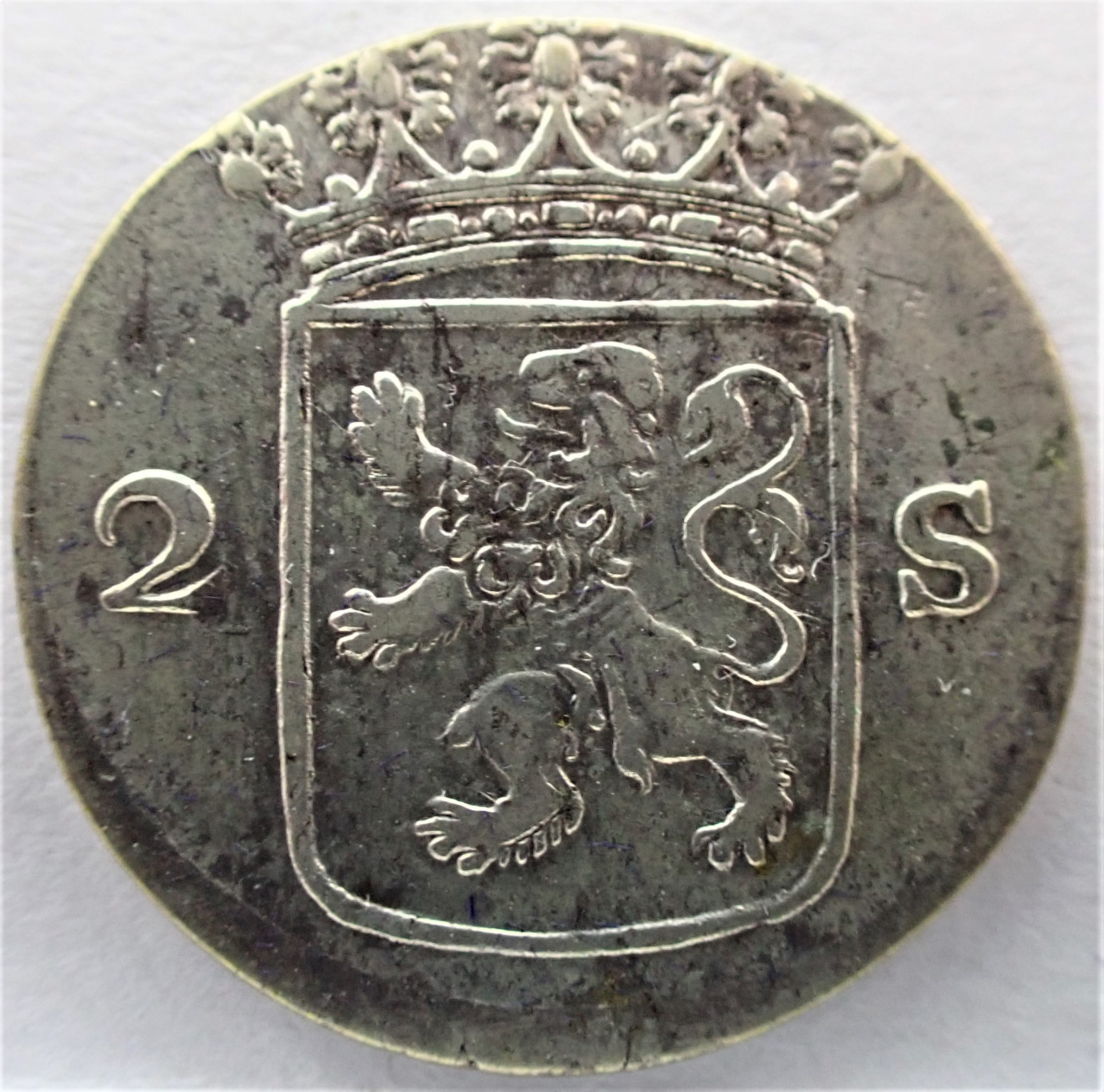
Avers eines Holländischen Doppelstuiver von 1774
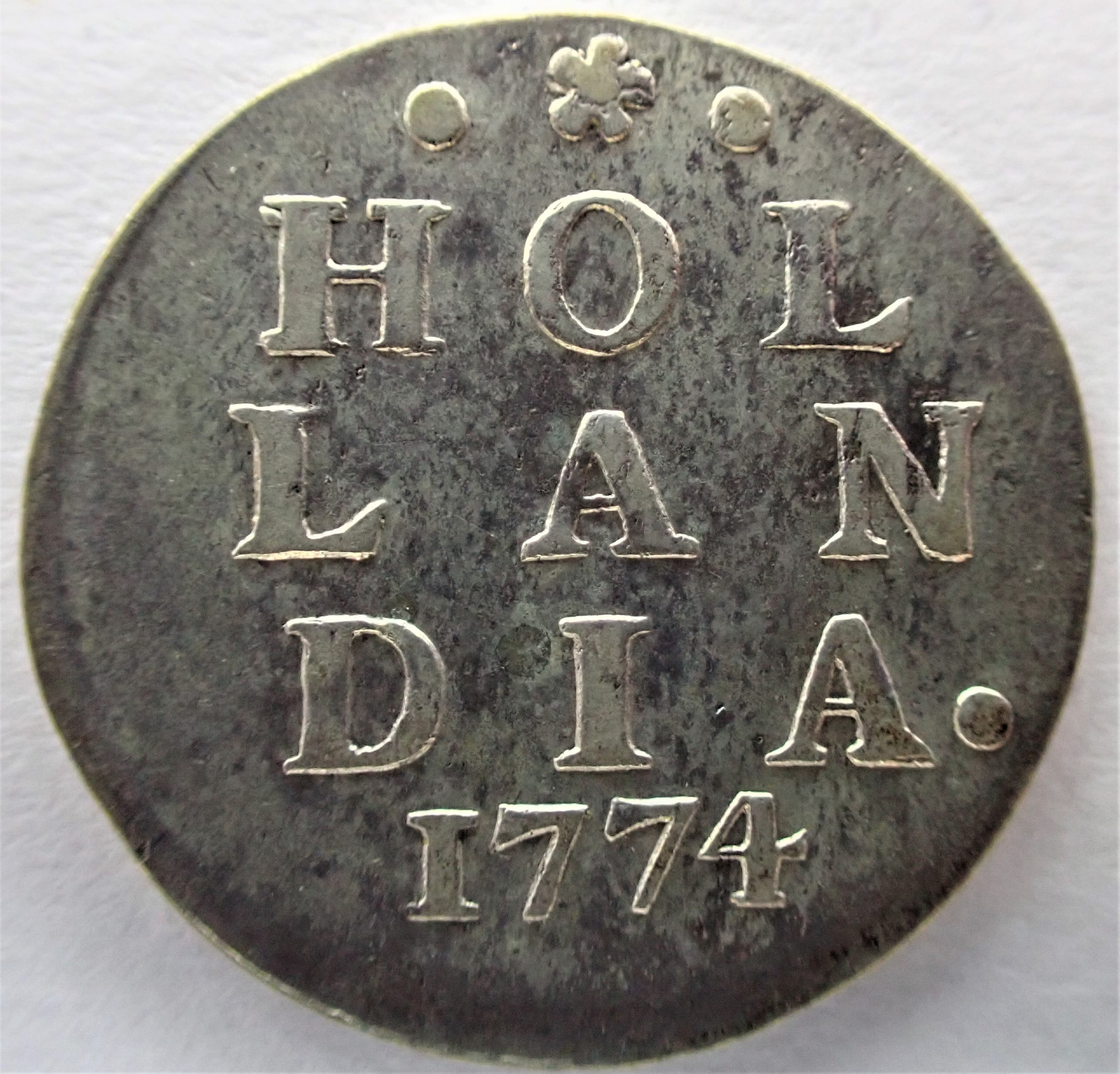
Revers eines Holländischen Doppelstuiver mit der Inschrift HOLLANDIA und dem Prägejahr.